# Alice B. Woodward

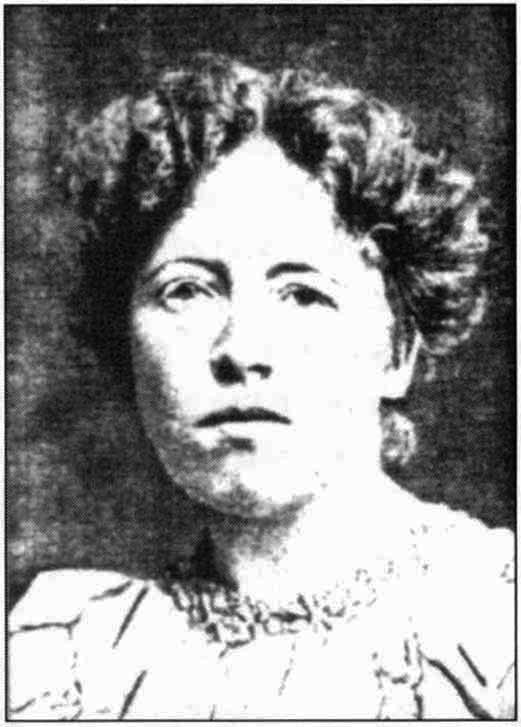
Alice Bolingbroke Woodward, Fotografie, ca. 1900

Alice Bolingbroke Woodward (* 3. Oktober 1862 in London; † 1951 in Bushey, Hertfordshire) war eine britische Künstlerin und Illustratorin. Sie war eine der produktivsten Illustratorinnen an der Wende zum 20. Jahrhundert und ist vor allem für ihre Arbeit in der Kinderliteratur und daneben für ihre wissenschaftlichen Illustrationen bekannt.

## Leben
Woodward wurde als mittleres von sieben Kindern (fünf Töchter und zwei Söhne) geboren. Der Vater, Henry Woodward, war ein bekannter Wissenschaftler und Leiter der geologischen Abteilung des Natural History Museums in London. Als Kind wurde Woodward zusammen mit ihren Geschwistern zu Hause von Gouvernanten erzogen. Von klein auf wurden die Kinder zum Zeichnen ermutigt, wobei alle Schwestern schließlich Künstlerinnen und die Brüder Wissenschaftler wurden. In ihren späten Teenagerjahren war Alice geschickt genug, um für die Vorlesungen ihres Vaters und für die Arbeiten seiner Kollegen zu illustrieren.
Dadurch verdiente sie genug Geld, um ihr Studium an der South Kensington School of Art und später an der Westminster School of Art und der Académie Julian in Paris zu beginnen. Sie nahm Unterricht in Illustration bei Joseph Pennell und Maurice Greiffenhagen, und ihre Verbindung zu Pennell führte zu ersten Aufträgen von J. M. Dent & Sons und Macmillan and Company zur Illustration von Kinderbüchern.
Im Ersten Weltkrieg zeichnet Woodward Karten für das Naval Intelligence Bureau, ist Tutorin der Malerin Cicely Mary Barker und zieht um 1917 nach Bushey, wo sie das ehemalige Atelier von Hubert von Herkomer nutzt.
Während ihrer gesamten Laufbahn illustrierte sie auch weiterhin wissenschaftliche Arbeiten, auch wenn diese Arbeit von den Erfolgen ihrer Kinderbuchillustrationen überschattet wurde. Sie spezialisierte sich auf paläontologische Zeichnungen für die Veröffentlichungen des Natural History Museums und für zeitgenössische Wissenschaftler. Daneben befasst sich Woodward auch mit Landschaftsmalerei.
Ihre Schwester Gertrude Mary Woodward arbeitete ebenfalls in der anatomischen Lithografie und war eine lebenslange Freundin von Beatrix Potter.

## Werk

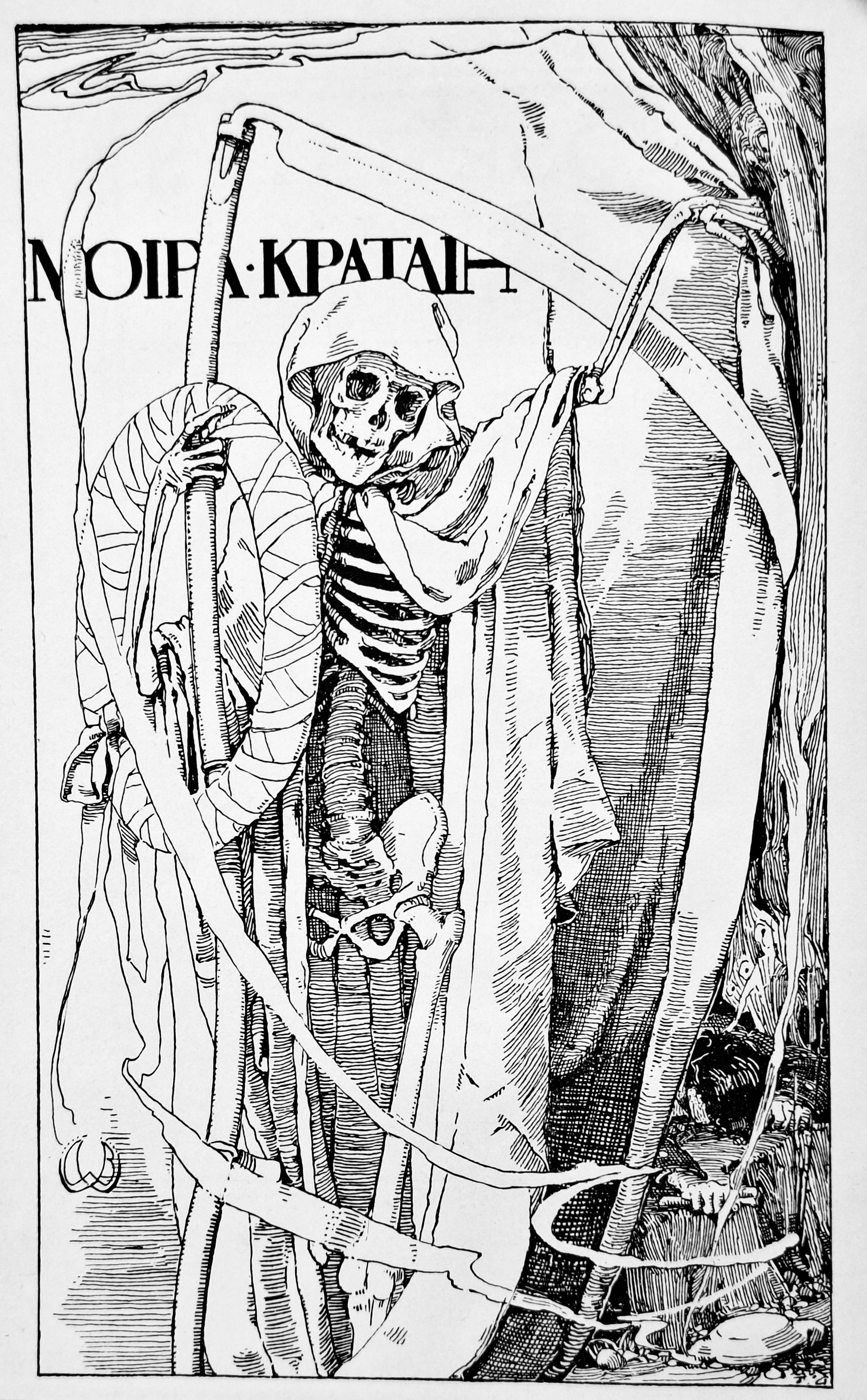
Illustration von 1903 für Edgar Allan Poes Prose Tales.

Zwischen 1896 und 1900 arbeitete sie für das Glasgower Verlagshaus Blackie & Son und illustrierte eine Reihe von Kinderbüchern, darunter To Tell the King the Sky is Falling, Adventures in Toyland und Red Apple and Silver Bells. Sie trat die Nachfolge von Aubrey Beardsley als Illustratorin von W.C. Jerrolds Bon-Mots of the Eighteenth Century und Bon-Mots of the Nineteenth Century an. 1903 wurden ihre Illustrationen von Edgar Allan Poes Prose Tales bei Grosset & Dunlap in New York veröffentlicht. Ab 1907 war ihr Hauptverleger George Bell & Sons, für den sie das von Daniel O’Connor verfasste Peter Pan Picture Book illustrierte und 28 Farbtafeln schuf.
Sie illustrierte die Geschichten von zwei Gilbert-und-Sullivan-Opern, Lewis Carrolls Alice's Adventures in Wonderland und Anna Sewells Klassiker Black Beauty. Eines ihrer letzten Bücher war ein Band mit Mythen und Legenden der australischen Aborigines, den sie 1930 im Alter von 68 Jahren illustrierte. Woodward stellte auch Gemälde und Entwürfe mit Szenen aus der Normandie und Norfolk im 91 Art Club, einem Chelsea-Club für Künstlerinnen, aus. Ihre Arbeiten erschienen in über 80 Publikationen, darunter Dinosaurier-Rekonstruktionen für die Illustrated London News.
Ihre wissenschaftlichen Arbeiten waren für ihre Genauigkeit und Präzision bekannt, eine Notwendigkeit in der technischen Illustration. Außerdem waren ihre Zeichnungen immer naturgetreu, egal ob es sich um die Zeichnung eines konservierten Exemplars oder die Rekonstruktion eines prähistorischen Tieres handelte. Auch bei letzteren ging sie von den vorhandenen Fossilien aus.

„Alice Bolingbroke Woodward is, perhaps, one of the formost forgotten illustrators of the extinct saurians in a man's world. Her work reflected the reconstruction style of the day but sometimes she produced scenes that leap from the page and brigthen the day for any palaeontologist, some of which have not been surpassed for recreating an environmental ‚feel‘. She showed visually the Mesozoic settings for dinosaurs and reconstructed according to how she thought they would fit with the fossil remains.“

„Alice Bolingbroke Woodward ist vielleicht eine der am meisten vergessenen Illustratorinnen für ausgestorbene Saurier in einer Welt der Männer. Ihre Arbeiten spiegeln den Rekonstruktionsstil der damaligen Zeit wider, aber manchmal schuf sie auch Szenen, die aus dem Blatt herausspringen und jedem Paläontologen den Tag erhellen, von denen einige nicht übertroffen wurden, wenn es darum ging, ein „Gefühl“ für die Umwelt zu vermitteln. Sie zeigte anschaulich die mesozoischen Lebensräume der Dinosaurier und rekonstruierte sie so, wie sie ihrer Meinung nach zu den fossilen Überresten passen würden.“

Zur Unterscheidung zwischen ihren beiden verschiedenen Arbeiten signierte sie alle ihre Illustrationen mit einem Schmetterlingsmonogramm, während sie bei ihren wissenschaftlichen Arbeiten einfach ihren Namen schrieb.

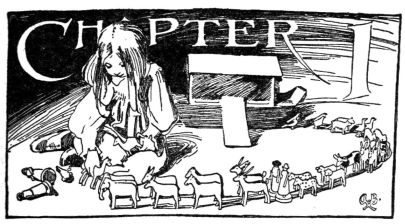
Kapiteldeckblatt aus Edith King Hall, Adventures in Toyland, 1900.
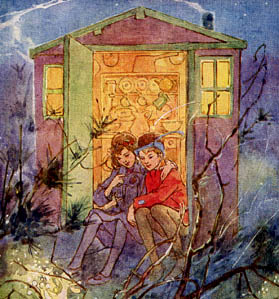
Peter Pan Picture Book, 1907.
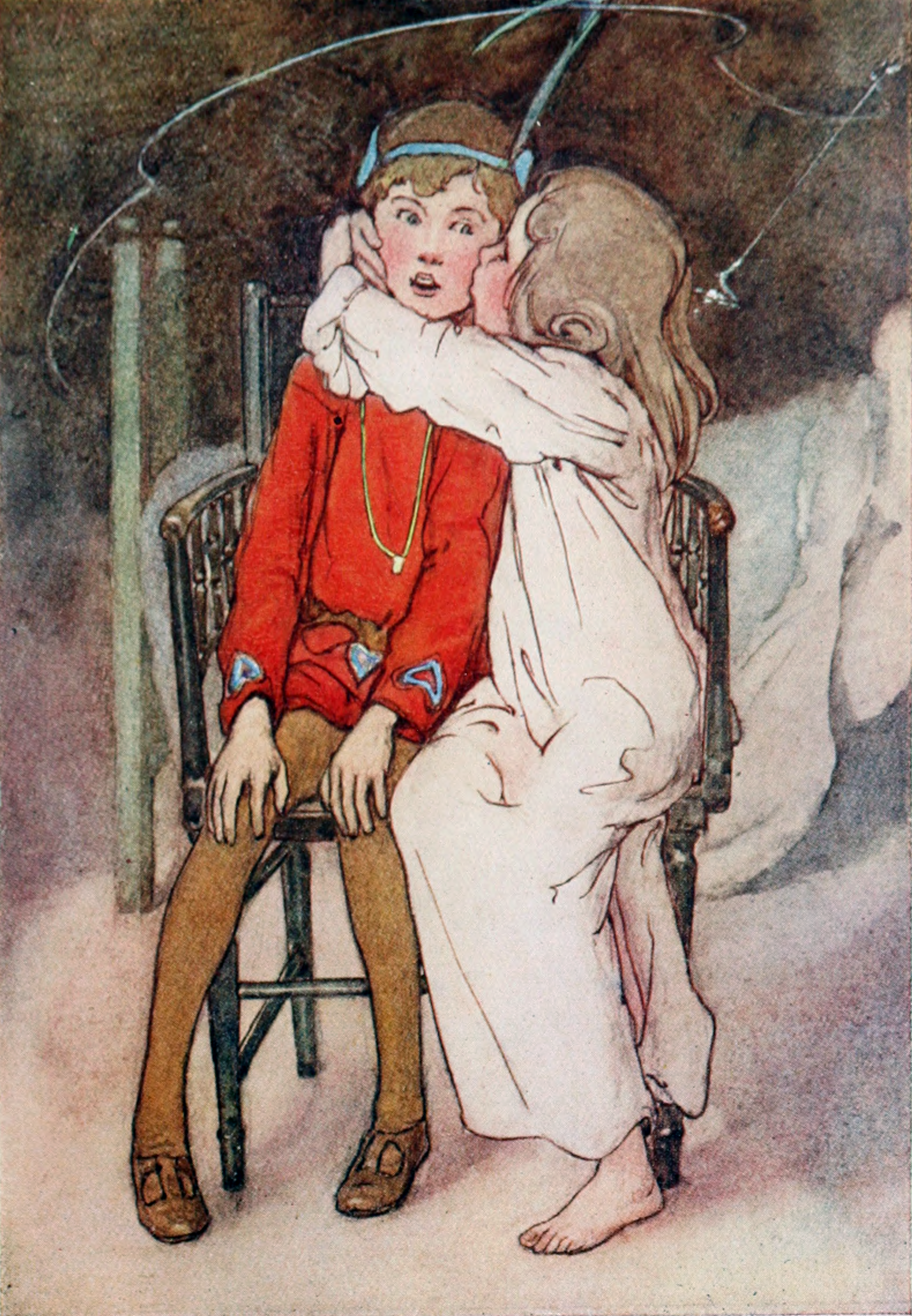
Peter Pan Picture Book, 1907.
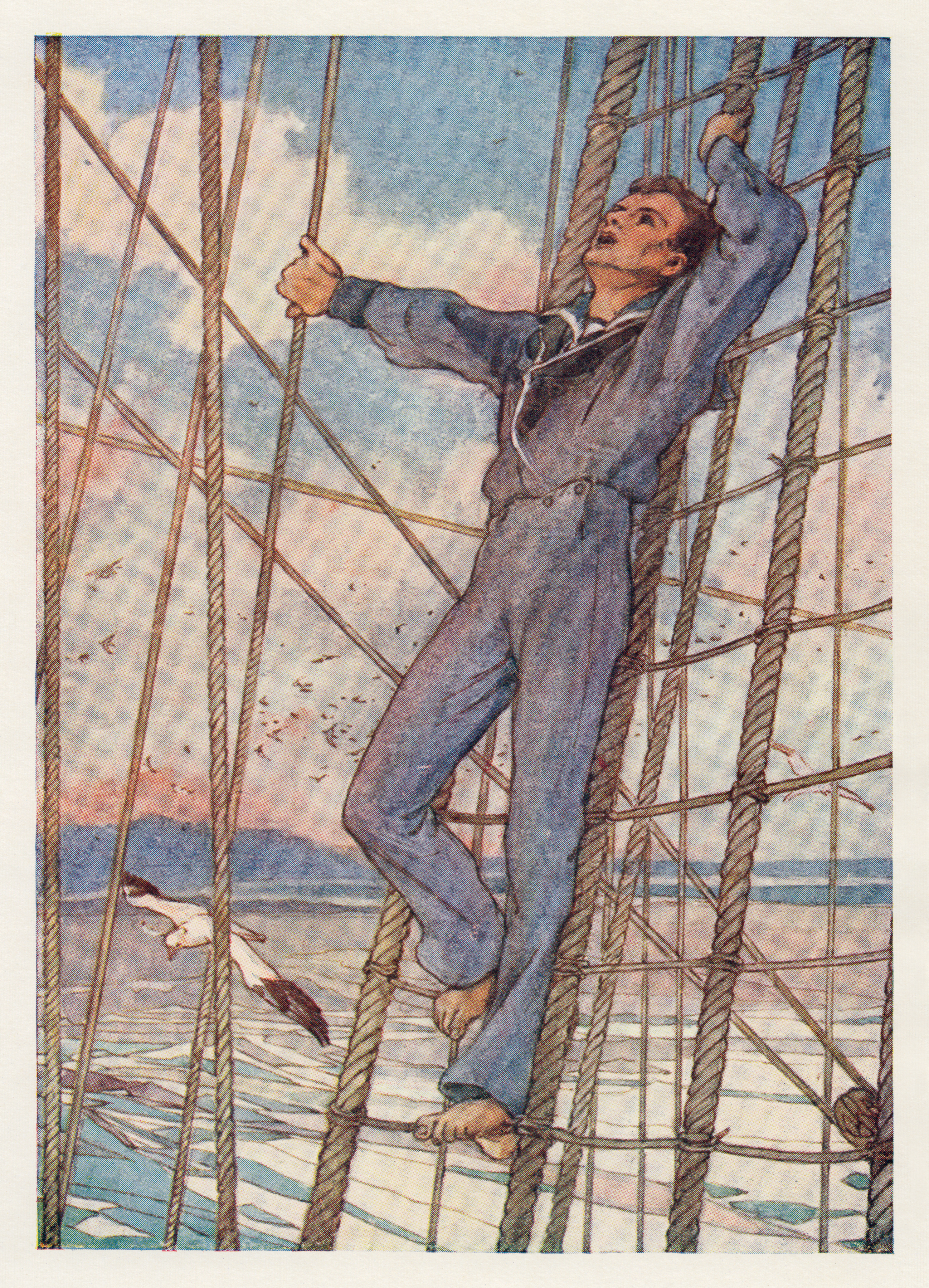
Frontispiz aus W. S. Gilbert, The Pinafore Picture Book, 1908.
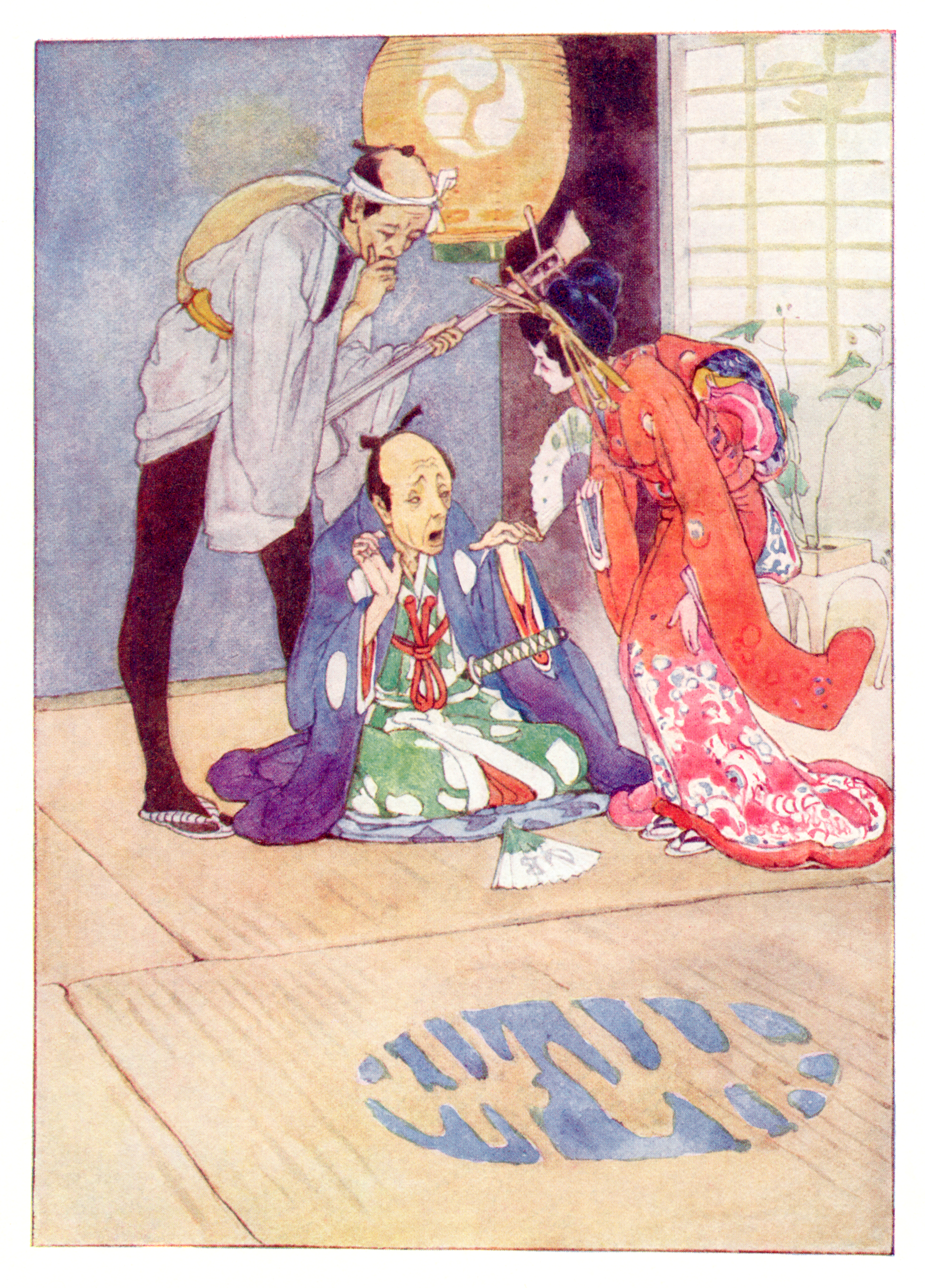
„Alas, my poor little bride that was to be!“ aus W. S. Gilbert, The Story of the Mikado, 1921.
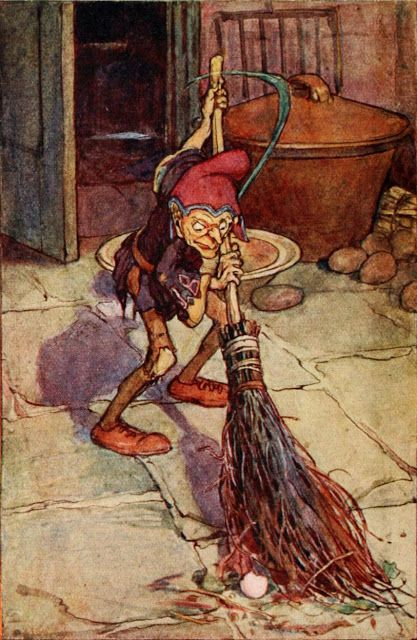
„Brownie“ in Juliana Horatia Ewing, „Brownies and Other Tales“, 1920.
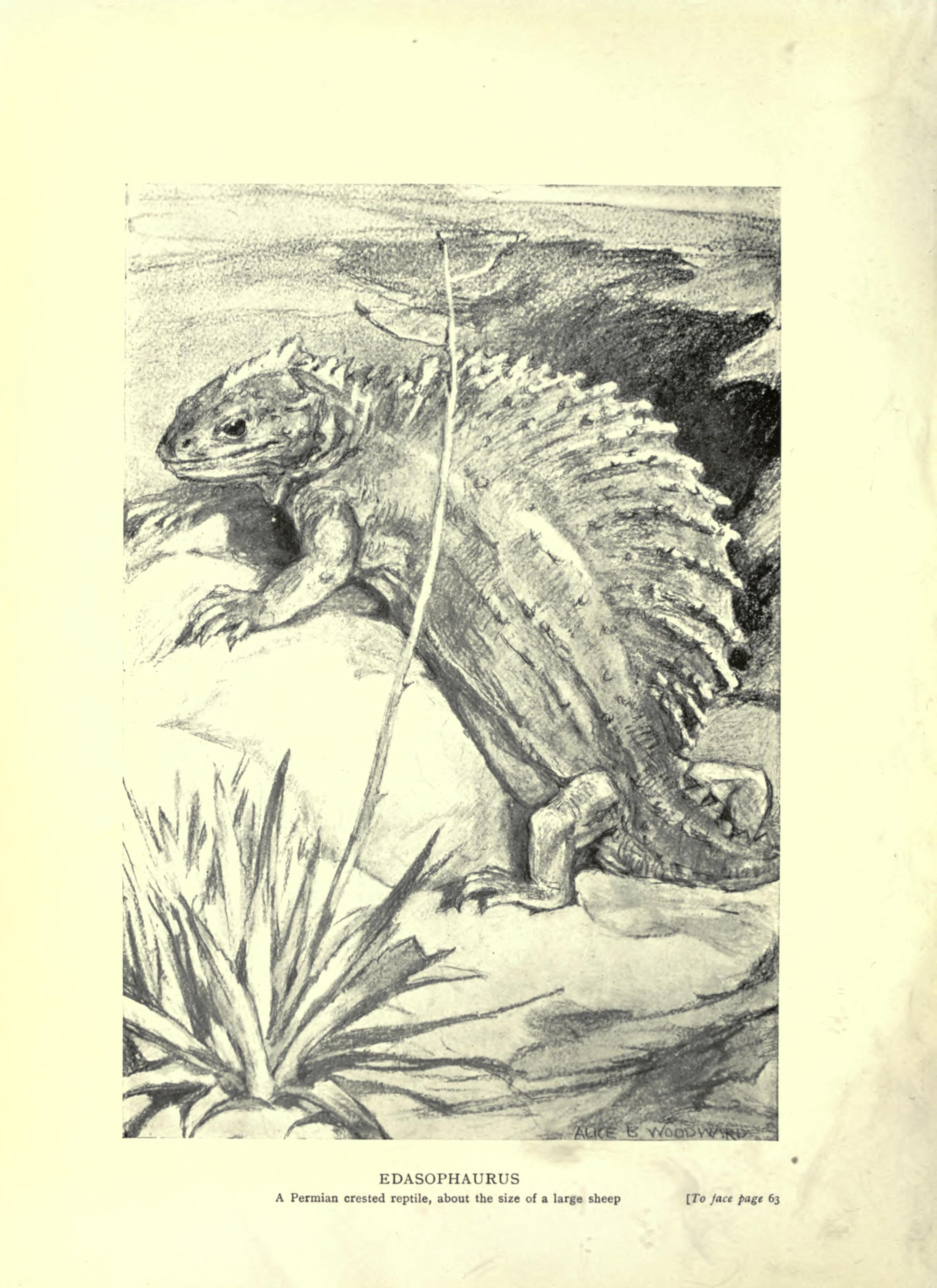
„Edasophaurus“ in Robert Henry Knipe, Evolution in the past, 1912.